# Meiselstraße

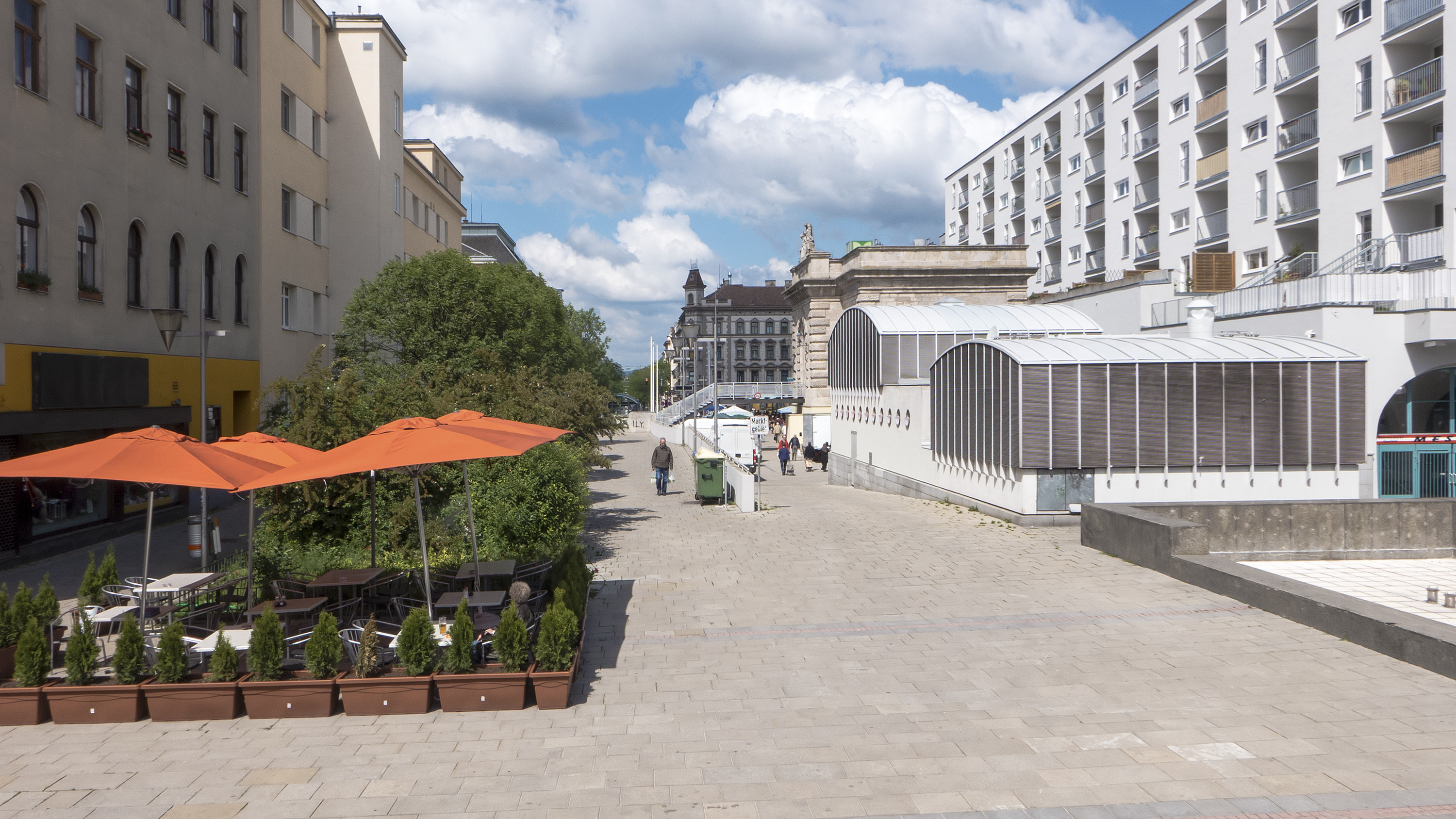
Die Meiselstraße bei der Wurmsergasse

Die Meiselstraße ist eine etwa 1350 Meter lange Straße im 14. und 15. Wiener Gemeindebezirk (Penzing und Rudolfsheim-Fünfhaus). Sie wurde 1892 nach dem Rudolfsheimer Kanzleidirektor Johann Meisel (1821–1890) benannt, davor hieß sie Obere Märzstraße.

## Allgemeines
Die Straße wurde im Zuge der Rasterparzellierung nach der Eingemeindung Penzings und Rudolfsheims nach Wien 1890/2 angelegt. Bis 1914 wurde die Meiselstraße großteils mit Zinshäusern im Stil des Späthistorismus und der Wiener Secession verbaut. Die Baulücken im Viertel um die Cervantesgasse wurden erst in den 1920er Jahren durch Gemeindebauten geschlossen. Rund um den Meiselmarkt wurden in den 1950er und 1990er Jahren größere Bauprojekte realisiert, die Wohnungen, Büros, eine Parkgarage und ein Einkaufszentrum brachten. Im Zuge der Errichtung der U-Bahn-Station Johnstraße 1994 fand eine fußgängerfreundliche Umgestaltung der unteren Meiselstraße zwischen Kardinal-Rauscher-Platz und Johnstraße statt, wodurch eine der größten vorstädtischen Fußgängerzonen Wiens entstand. Als Teil dieses Projekts wurde mit der sogenannten Wiener Wasserwelt eine aus sieben verschiedenen Brunnenanlagen bestehende Wasserkunst-Installation etabliert. Die Teile in der Meiselstraße entfielen aber bei der Umgestaltung 2017. Die Fußgängerzone Meiselstraße samt Kardinal-Rauscher-Platz ist auch bei zumeist jugendlichen Parkourläufern beliebt, die ihre Weitläufigkeit wie auch die Benutzbarkeit durch größere Gruppen von Traceuren schätzen. Ab der Johnstraße, die hangabwärts zum nahen Schloss Schönbrunn führt, ist die Meiselstraße primär Wohngebiet.

## Bauten
Die bekanntesten Gebäude an der Meiselstraße sind die 1893–1899 im Stil der Hochgotik nach Plänen des Architekten Karl Schaden erbaute Rudolfsheimer Pfarrkirche und die Alte Schieberkammer des einstigen Trinkwasser-Reservoirs auf der Schmelz (1873 als Teil der I. Wiener Hochquellenwasserleitung errichtet), deren kreuzgratgewölbte Pfeilerhalle seit Mitte der 1990er Jahre den hierher umgesiedelten Viktualienmarkt Meiselmarkt beherbergt. Ein bemerkenswertes Ensemble des Späthistorismus bilden der zeitgleich mit der Kirche erbaute Pfarrhof (Meiselstraße 1), der an einen Stadtpalast des Trecento erinnert, und der geschlossen erhaltene Zinshausblock gegenüber (Nr. 2, 4, 6). Im weiteren Verlauf der Meiselstraße finden sich etliche bemerkenswerte Eckhäuser im Stil der Wiener Secession, so etwa an den Adressen Kröllgasse 33 (Frühwirth-Hof, 1913/4 nach Entwürfen von Adolf Slaby), Meiselstraße 33 (1908, Johann Frühwirth), Meiselstraße 54 (1914, Johann Wolf) und Hickelstraße 21+23 (1914 von Josef Barak & Edmund Czada), teils auf innerstädtischem Niveau.
Sehenswert sind auch die beiden Volkswohnhäuser auf Nr. 73 (Theodor Schöll) und Nr. 76 (Josef Beer), die 1928 Verbauungslücken im Gründerzeitraster schlossen und der Sachlichkeit zum Trotz dominante Fassadenmotive aufweisen.
Den Abschluss macht die S-Bahn-Station Wien Breitensee (1983–1987, Architekten Alois Machatschek und Wilfried Schermann), eine postmoderne Variation auf die Stadtbahn-Stationen Otto Wagners.
Zu den denkmalgeschützten Gebäuden im unmittelbaren Umfeld der Meiselstraße gehören noch die Kalasantinerkirche St. Josef (1897/8) in der Reinlgasse 25 und die ehemalige Metallwarenfabrik Grünwald in der Flachgasse 35–37 (1907, Felix Sauer), die heute die künstlerische Ausbildungsstätte „Zeichenfabrik“ beherbergt. Bekannt ist auch das ab 1889 erbaute Kaiserin-Elisabeth-Spital am Kardinal-Rauscher-Platz, das zu einem Pflegewohnheim umgebaut wurde. Das eigentlich denkmalgeschützte Verwaltungsgebäude am Platz (1890, Architekt Eugen Sehnal) wurde 2013 abgebrochen und musste einem Neubau weichen.
Der Großteil des westlichen Abschnitts der Meiselstraße zwischen Reinlgasse und Drechslergasse (Vorortelinie) samt Südseite der Hütteldorfer Straße und den dazwischen gelegenen Gassen gehört wegen seiner fast geschlossen erhaltenen spätgründerzeitlichen Verbauung (ca. 1900–1914) zur Schutzzone Penzing. Schutzzonen werden von der Stadt Wien unabhängig vom Denkmalschutz einzelner Objekte beschlossen, um charakteristische Ensembles vor Abbruch oder Überformung zu schützen.

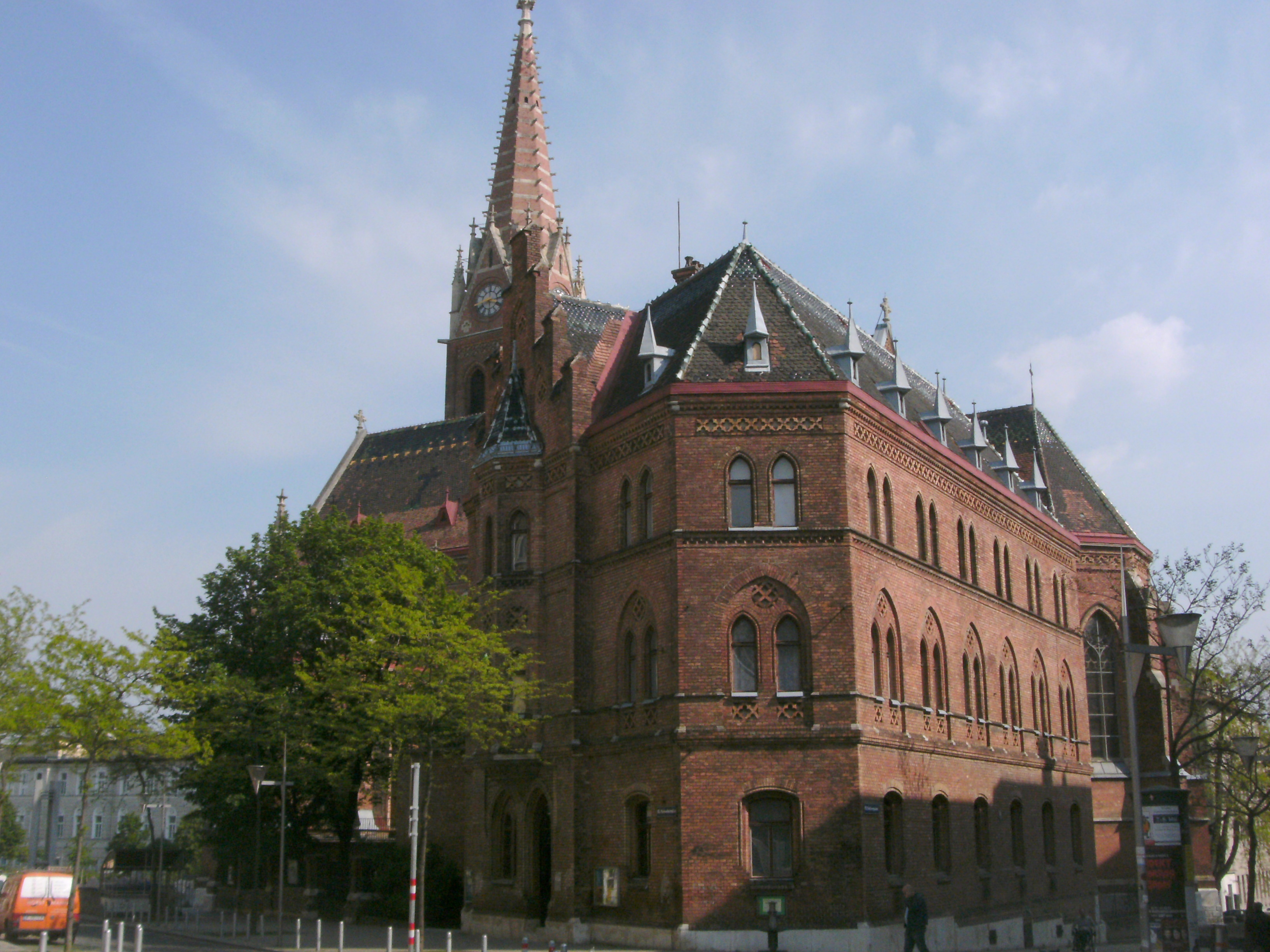
Der Pfarrhof auf Meiselstraße Nr. 2
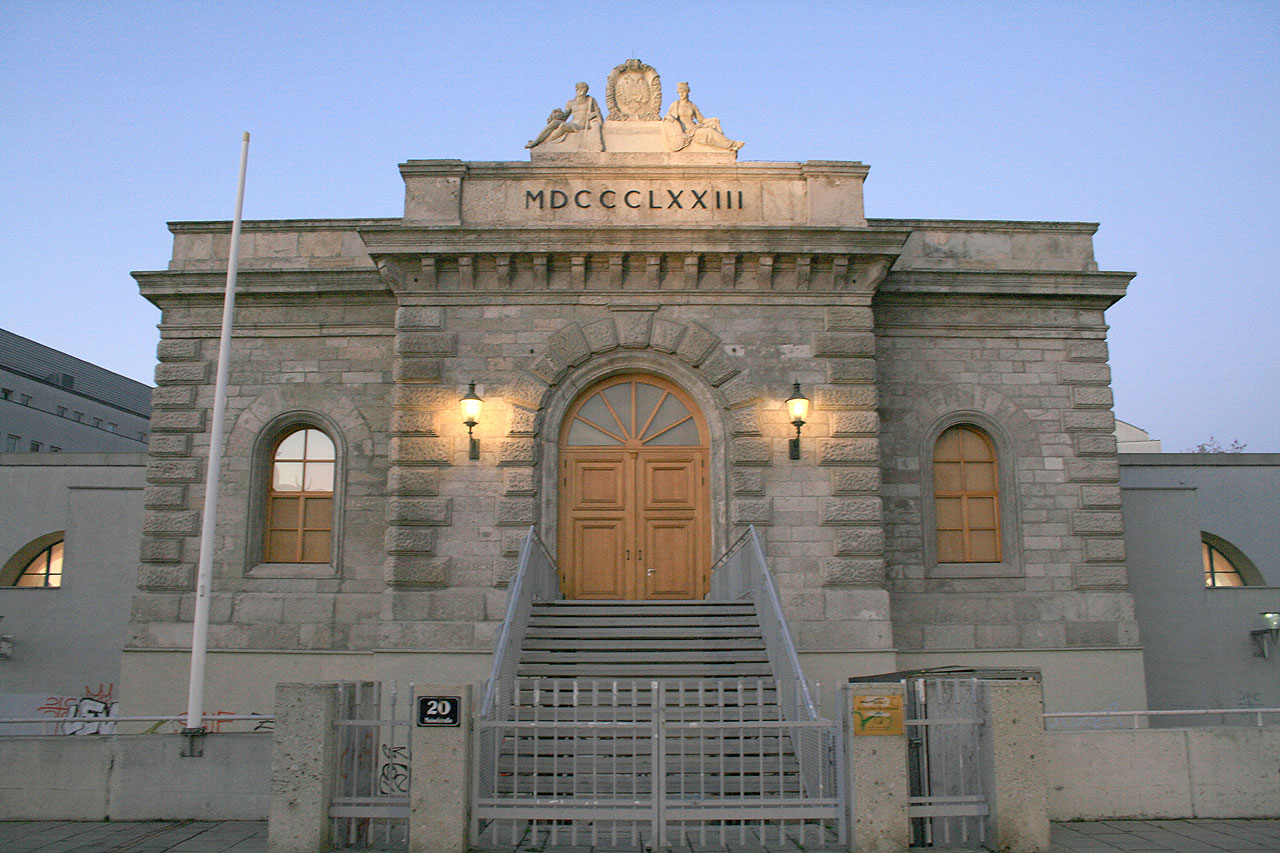
Die Schieberkammer des Wasserbehälters Schmelz, in dem sich heute der Meiselmarkt befindet
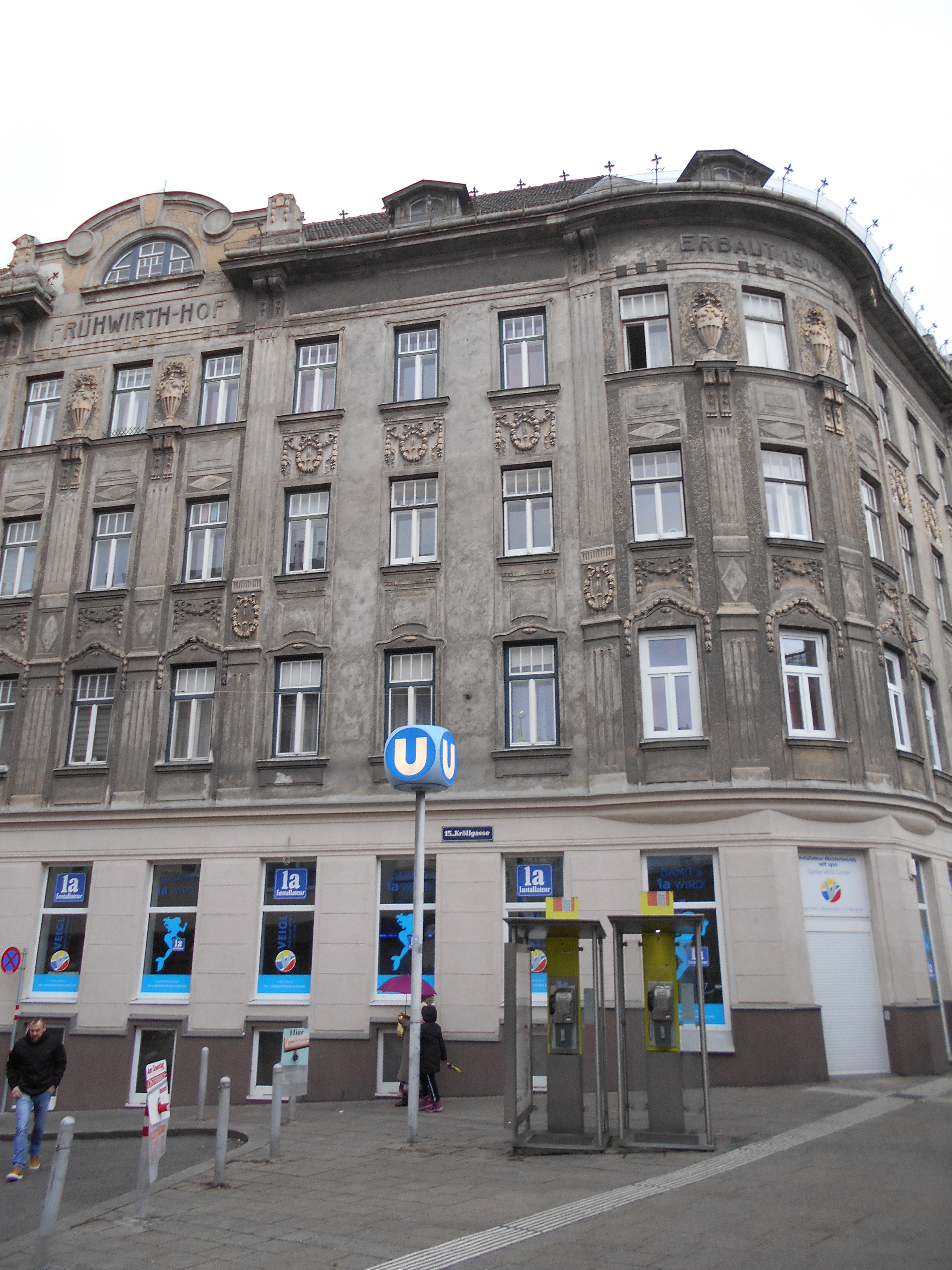
Der „Frühwirth-Hof“, Meiselstraße 7
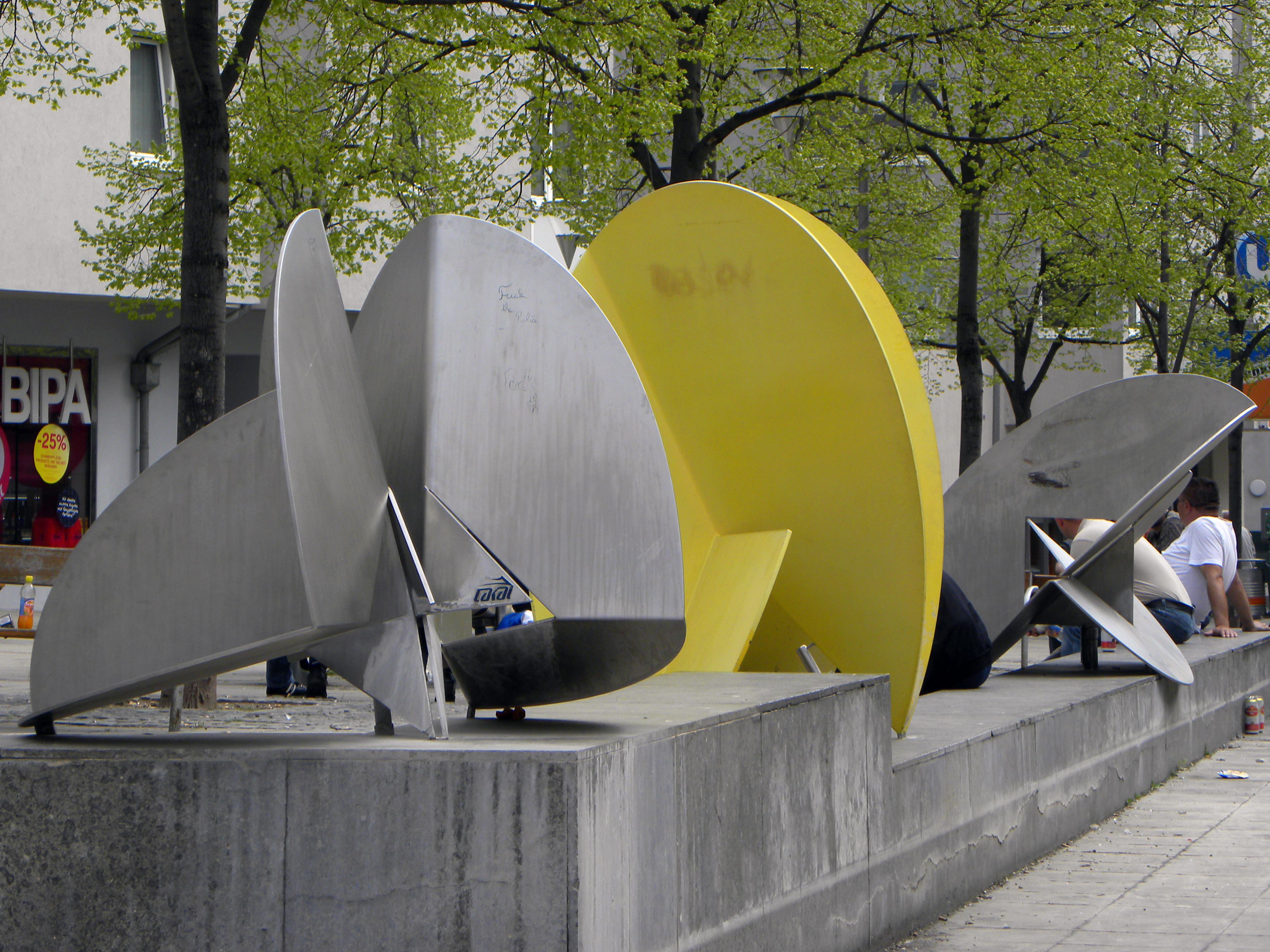
Die Stahlfiguren, die zur Wiener Wasserwelt gehörten, seit 2017 nicht mehr aufgestellt
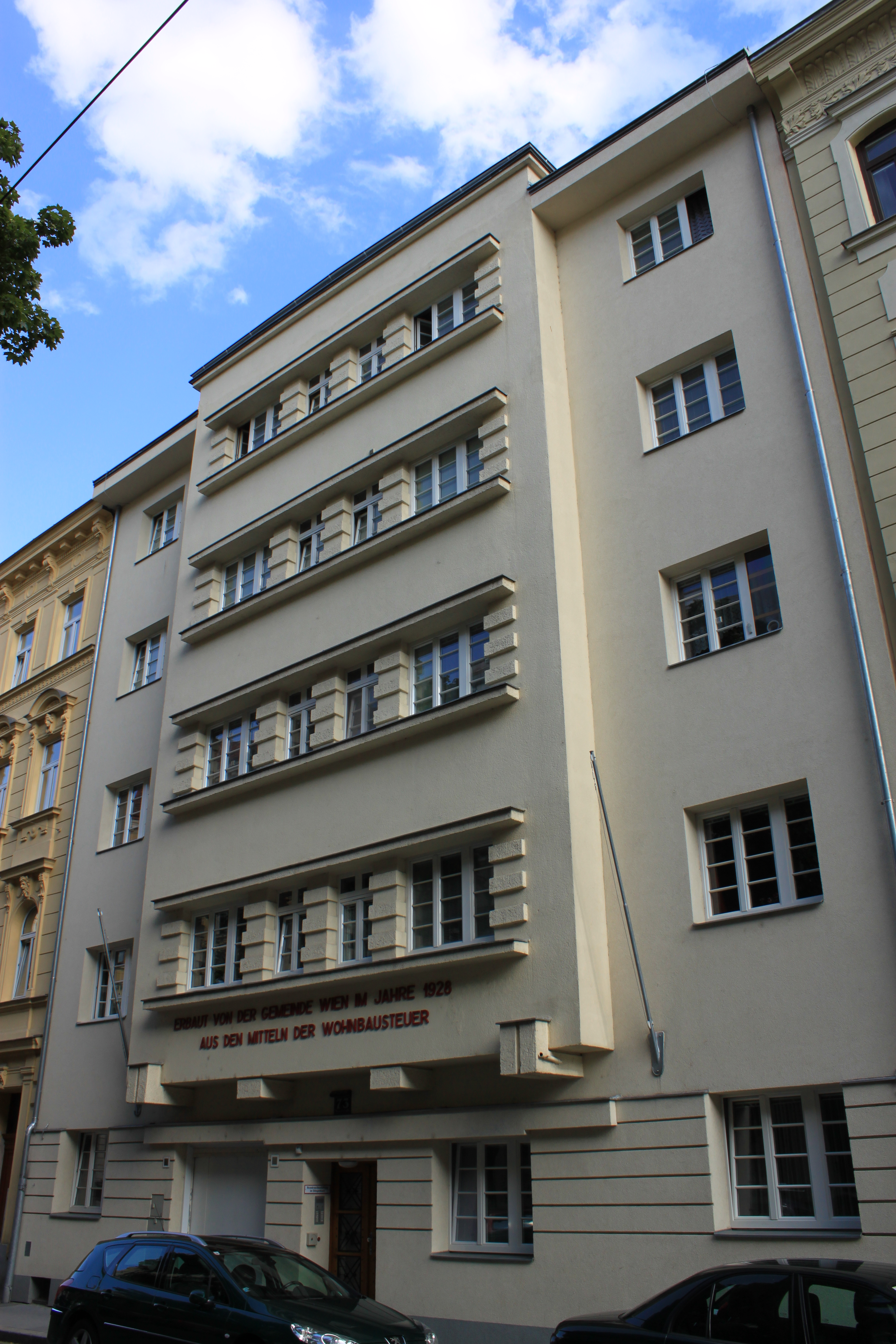
Kommunaler Wohnbau Meiselstraße 73 (1928)

## Anrainer
Im unmittelbaren Umfeld der Meiselstraße, in den acht Zählsprengeln zwischen Holochergasse, Hütteldorfer Straße, Drechslergasse und Märzstraße, wurden 2001 9375 Einwohner gezählt. Die Einwohnerdichte des Gebiets entspricht somit der des dichtest besiedelten Wiener Gemeindebezirks, Margareten, ist aber typisch für ein Arbeiterwohnviertel der Gründerzeit. Die Meiselstraße durchquert die beiden Zählbezirke Kardinal-Rauscher-Platz (15. Bezirk) und An der Windmühle (14. Bezirk), in denen 2001 zusammen 20.375, 2011 bereits 22.360 Einwohner gezählt wurden. Der Anteil der Anrainer mit Migrationshintergrund lag 2011 mit 50,1 % deutlich über dem Wiener Durchschnitt von 33,6 %, während die Anteile der Senioren, der Wohnungseigentümer und der Großwohnungen in den beiden Zählbezirken für Wien unterdurchschnittliche Werte aufwiesen.

## Kultur

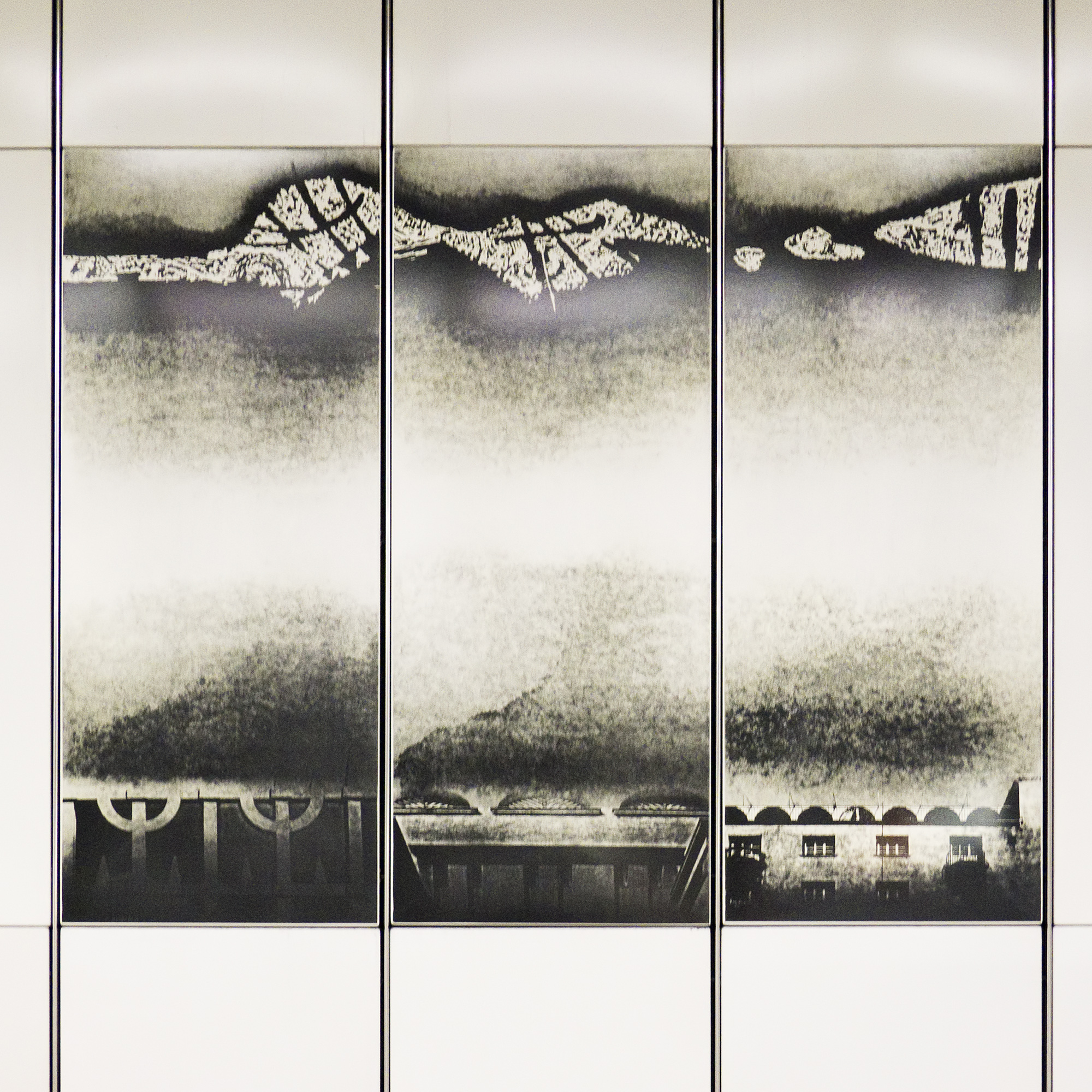
Druckgrafik in der Station Johnstraße

Im Umfeld der Meiselstraße finden sind etliche kulturelle Veranstaltungszentren, darunter die Alte Schieberkammer (1873, 1995 umgestaltet und seither bevorzugt für zeitlich sehr begrenzte Ausstellungen genutzt), die Pankahyttn (Johnstraße 45, ein Wohnprojekt und subkulturelles Veranstaltungszentrum), der Jazz-Club Blue Tomato (Wurmsergasse 21) und das Country-and-Western-Veranstaltungslokal Vienna Globetrampers Headquarters (Meiselstraße, Ecke Beckmanngasse 72). Die Fußgängerzone (siehe Wiener Wasserwelt) wird ebenfalls für Veranstaltungen genutzt, etwa im Zuge eines jährlich stattfindenden Grätzlfests im Sommer. Im Zwischengeschoß der U3-Station Johnstraße wird seit 2010 die schwarzweiße Bilderserie „übertragung“ des Druckgrafikers Michael Schneider präsentiert, was der Auffassung der U3 als „Kunstlinie des U-Bahn-Netzes“ entspricht. Die öffentliche Bücherei der Stadt Wien „Am Meiselmarkt“ (Eingang Hütteldorfer Straße 81A) hat einen Schwerpunkt auf „osteuropäische Literatur“. Im Pfarrhof der Pfarre Rudolfsheim findet fast jeden Samstagvormittag ein gut sortierter Bücherflohmarkt statt. Auch das für Dialekt-Poetry-Slams bekannte Kulturcafe Tschocherl (Wurmsergasse 42) und das über die Bezirksgrenzen hinaus bekannte Kulturhaus Sargfabrik (Goldschlagstraße 169) befinden sich im Einzugsbereich der Meiselstraße.

## Galerie

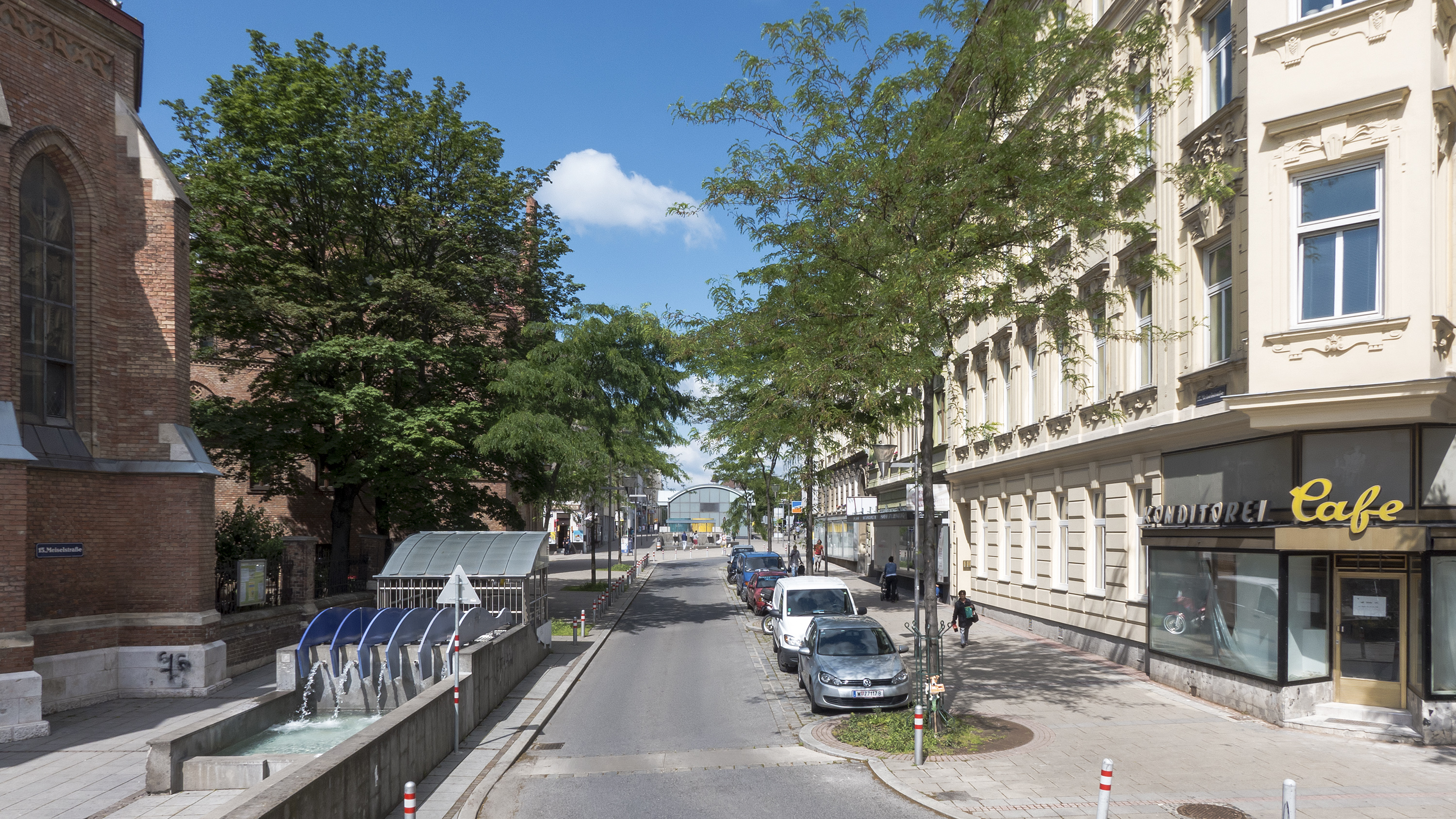
Der Beginn der Straße bei der Holochergasse
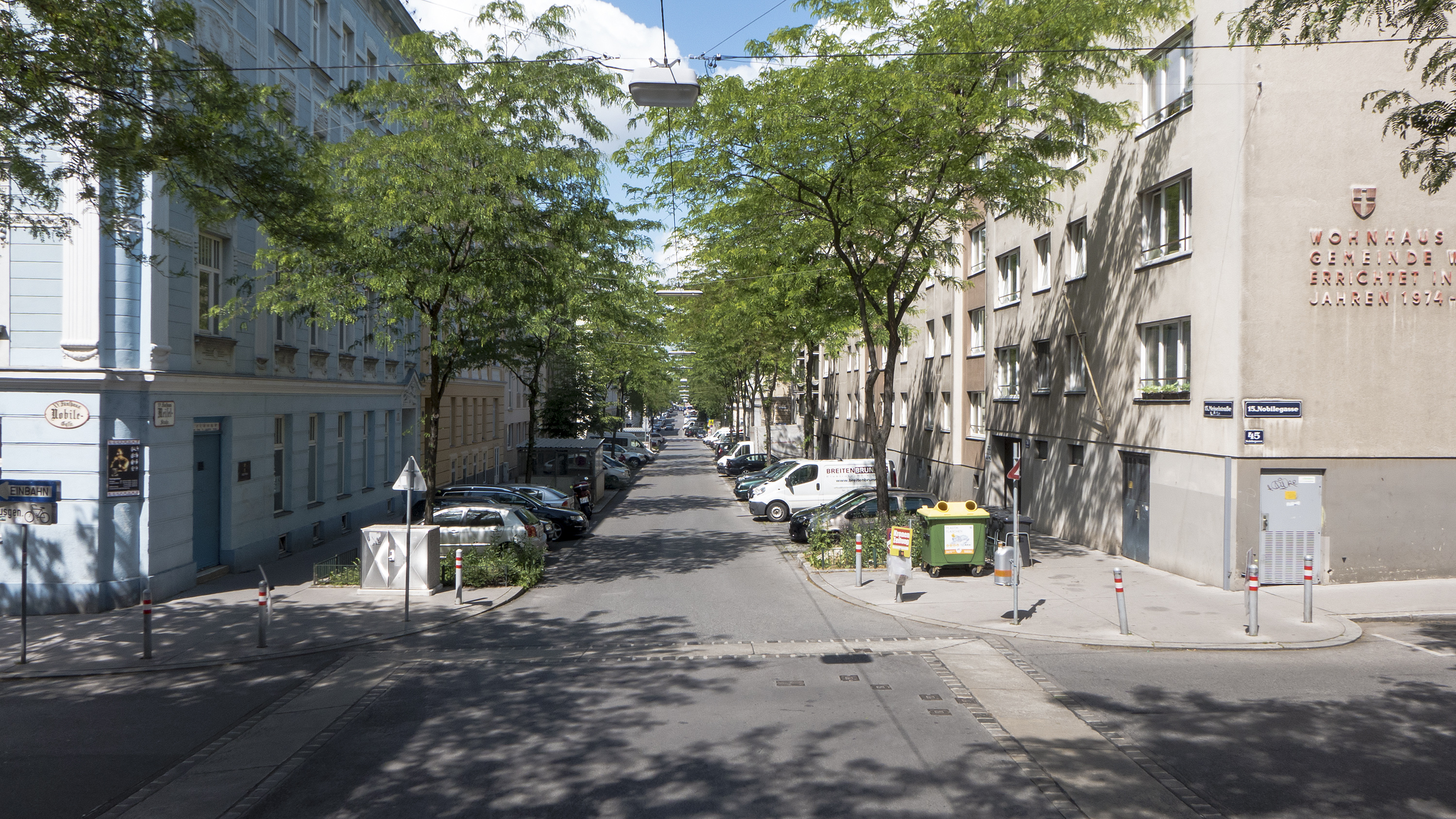
Bei der Nobilegasse
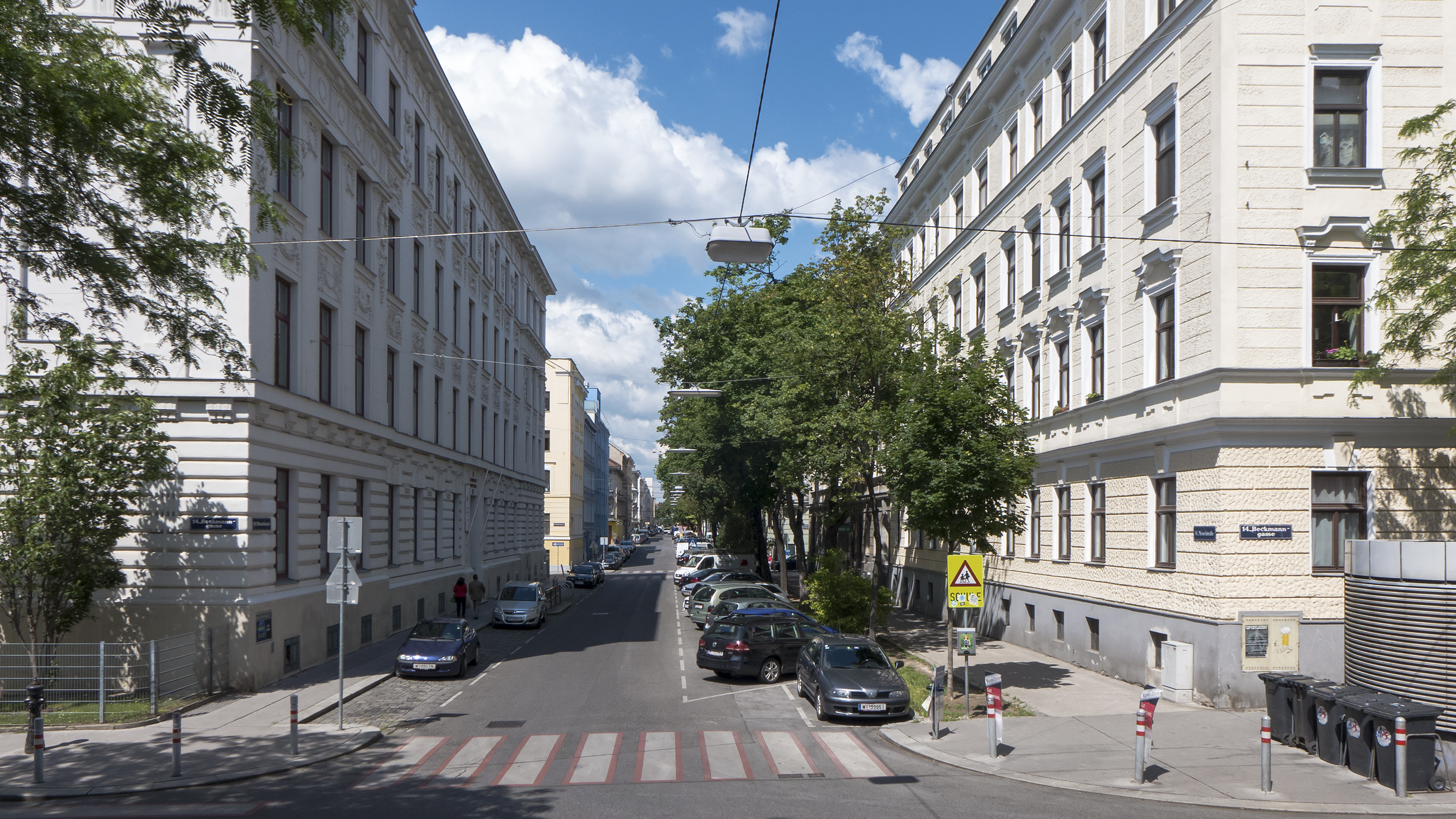
Bei der Beckmanngasse
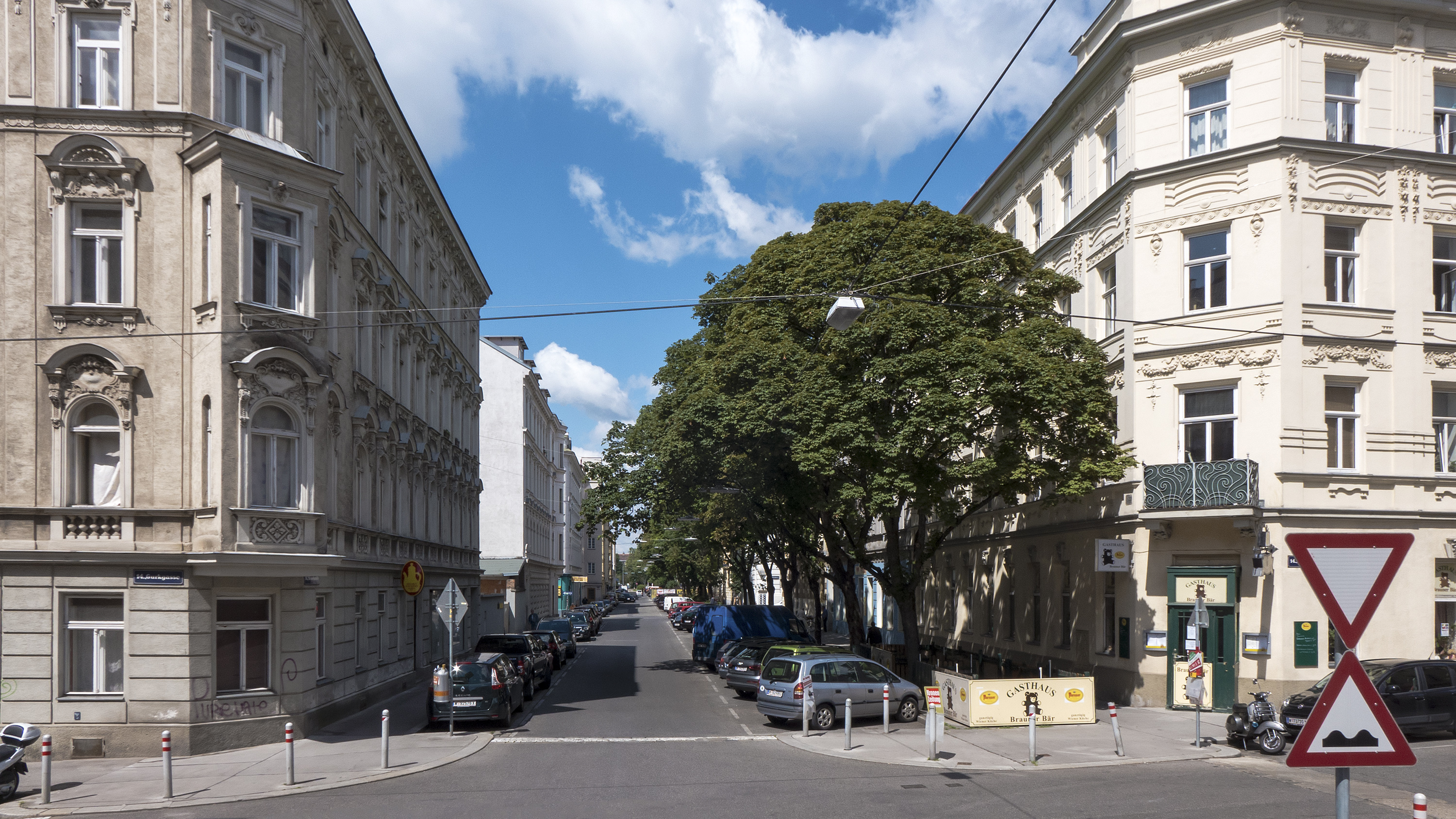
Bei der Gurkgasse
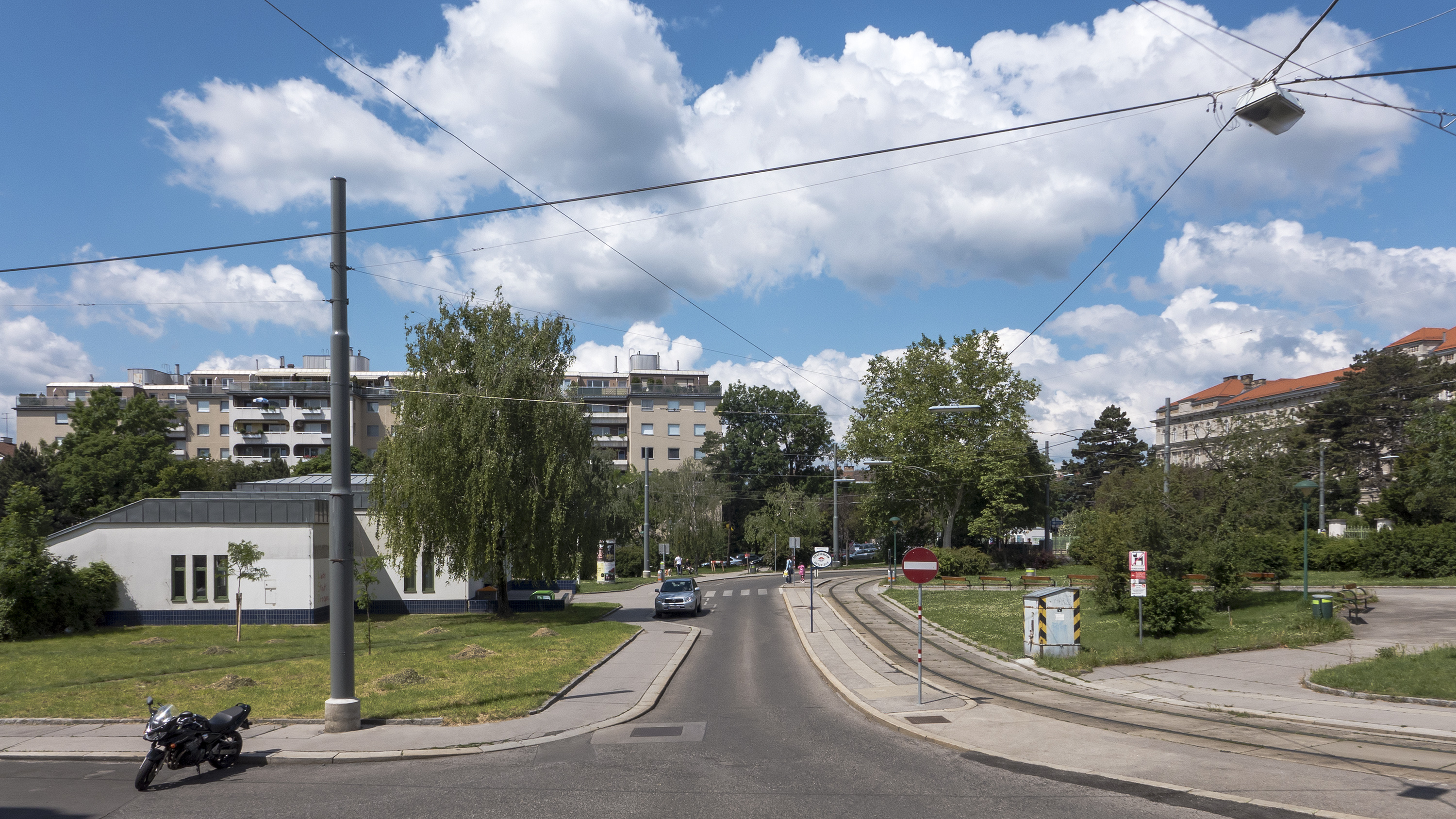
Das Ende der Straße bei der Station Breitensee (links)